# Rattikan Gulnoi
Rattikan-Siripuch Gulnoi  (thaï : รัตติกาล-ศิริภุช กุลน้อย), née le 17 juillet 1993 à Bangkok (Thaïlande), est une ancienne haltérophile thaïlandaise. Elle est médaillée de bronze aux Jeux de 2012.

## Carrière
Aux Jeux olympiques d'été de 2012, Rattikan Gulnoi termine initialement à la 4e place avec un total de 234 kg soulevé mais après la disqualification de la médaillée de bronze ukrainienne Yuliya Kalina en juillet 2016, elle reçoit la médaille de bronze. Elle est ensuite médaillée de bronze aux Jeux asiatiques de 2014 mais ne réussit pas à conserver sa médaille aux Jeux de 2016, ratant ses trois essais à l'épaulé-jeté.
En janvier 2020, le documentaire Lord of the Lifters diffusé à la télévision allemande, dévoile une vidéo de Gulnoi avouant se doper aux stéroïdes depuis son adolescence et être la « seule haltérophile thaïlandaise qui n'a jamais été testée positive ». Elle ajoute que les filles commencent à se doper dès l'âge de 13 ans en Thaïlande et que la procédure est très bien établie dans les instances sportives du pays.

## Palmarès

### Jeux olympiques
- Jeux olympiques d'été de 2012 à Londres ( Royaume-Uni) :
  -  médaille de bronze en poids légers

### Jeux asiatiques
- Jeux asiatiques de 2014 à Incheon ( Corée du Sud) :
  -  médaille de bronze en -58 kg

### Championnats d'Asie
- Championnats d'Asie d'haltérophilie 2012 à Pyeongtaek ( Corée du Sud) :
  -  médaille de bronze en -63 kg